# Janez Lampič (Radsportler)
Janez Lampič (* 18. Oktober 1963 in Kranj) ist ein ehemaliger jugoslawischer Radrennfahrer und nationaler Meister im Radsport.  

## Sportliche Laufbahn
Lampič stammt aus dem slowenischen Teil des Landes. 1984 vertrat er Jugoslawien bei den Olympischen Sommerspielen in Los Angeles. Im Mannschaftszeitfahren belegte er mit Bruno Bulić, Primož Čerin und Bojan Ropret den 9. Platz. 1980 siegte er im Rennen Putevima AVNOJ.
1983 gewann er die Silbermedaille im Mannschaftszeitfahren bei den Mittelmeerspielen. 1982 wurde er Dritter der Jugoslawien-Rundfahrt, 1983 wurde er in der heimischen Rundfahrt Zweiter hinter Primož Čerin. Bei den nationalen Meisterschaften im Straßenrennen 1984 wurde er Dritter. 1986 konnte er die Serbien-Rundfahrt als Sieger beenden.

## Familiäres
Er ist der Vater von Janez Lampič und Anamarija Lampič, die beide an Olympischen Winterspielen teilnahmen.